# 楔形斧蛤
是帘蛤目斧蛤科Latona属的一种。主要分布于中国大陆、台湾，常栖息在潮间带。